# Chambles
 Chambles  es una población y comuna francesa, situada en la región de Auvernia-Ródano-Alpes, departamento de Loira, en el distrito de Montbrison y cantón de Saint-Just-Saint-Rambert. Se sitúa en las orillas del río Loira.

## Demografía
| 288 | 295 | 356 | 545 | 624 | 762 | 870 | 972 |
| Para los censos de 1962 a 1999 la población legal corresponde a la población sin duplicidades (Fuente: INSEE [Consultar]) |     |     |     |     |     |     |     |